# Pylône (remontée mécanique)
 (signalé en mai 2025).
Si vous disposez d'ouvrages ou d'articles de référence ou si vous connaissez des sites web de qualité traitant du thème abordé ici, merci de compléter l'article en donnant les références utiles à sa vérifiabilité et en les liant à la section « Notes et références ».
- Archive Wikiwix
- Bing
- Cairn
- DuckDuckGo
- E. Universalis
- Gallica
- Google
- G. Books
- G. News
- G. Scholar
- Persée
- Qwant
- (zh) Baidu
- (ru) Yandex
- (wd) trouver des œuvres sur Wikidata

Pour les articles homonymes, voir Pylône.

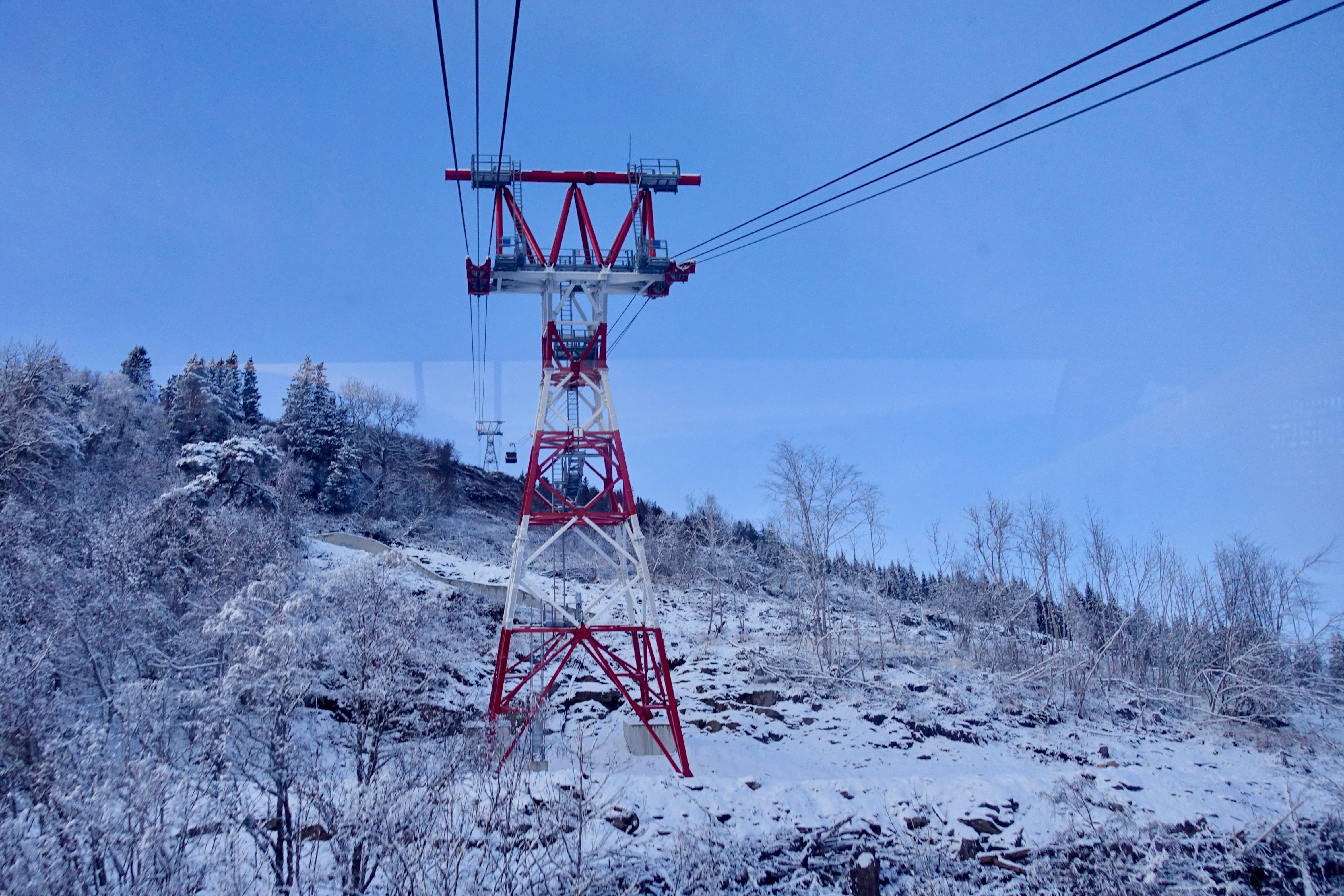
Pylône du téléphérique de Voss en Norvège.

Un pylône est une structure autoportante supportant le ou les câbles d'une remontée mécanique aérienne — téléphérique, télécabine, télémix, télésiège, etc. — ainsi que le passage de ses cabines. Ils peuvent être pleins ou en treillis et généralement en métal, plus rarement en béton. Les pylônes peuvent être implantés en pleine nature, généralement en région montagneuse dans les stations de sports d'hiver où ils sont soumis au climat montagnard, mais également en milieu urbain.
Certaines remontées mécaniques ne comportent aucun pylône lorsqu'elles sont constituées d'une seule portée, comme le téléphérique du Brévent à Chamonix-Mont-Blanc, en France. La télécabine Panoramic Mont-Blanc qui survole le massif du Mont-Blanc entre l'aiguille du Midi et la pointe Helbronner comporte un pylône suspendu.

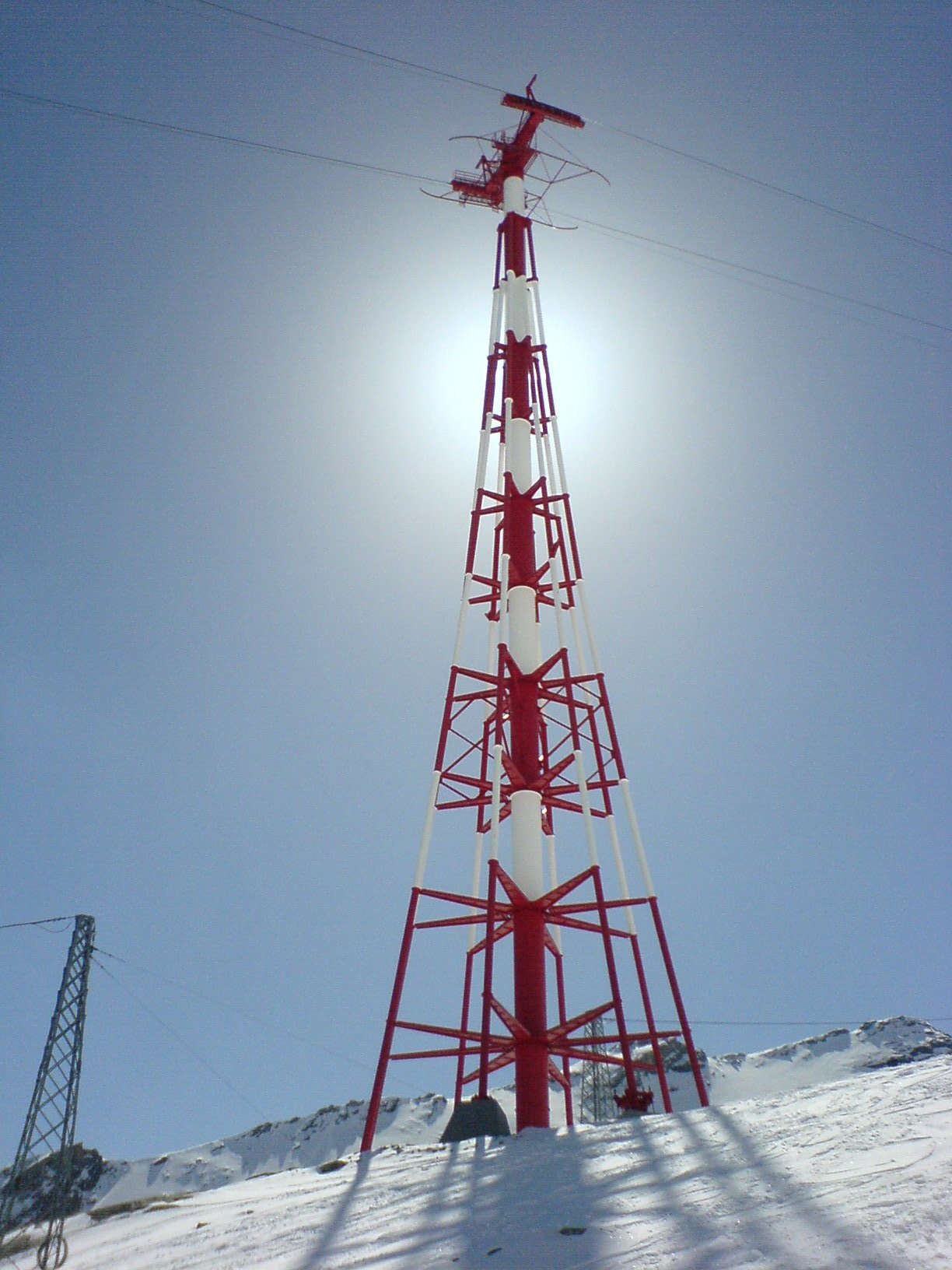
Le pylône du téléphérique glaciaire Kaprun III en Autriche, plus haut pylône de remontée mécanique au monde jusqu'en 2007 avec 113,6 mètres.
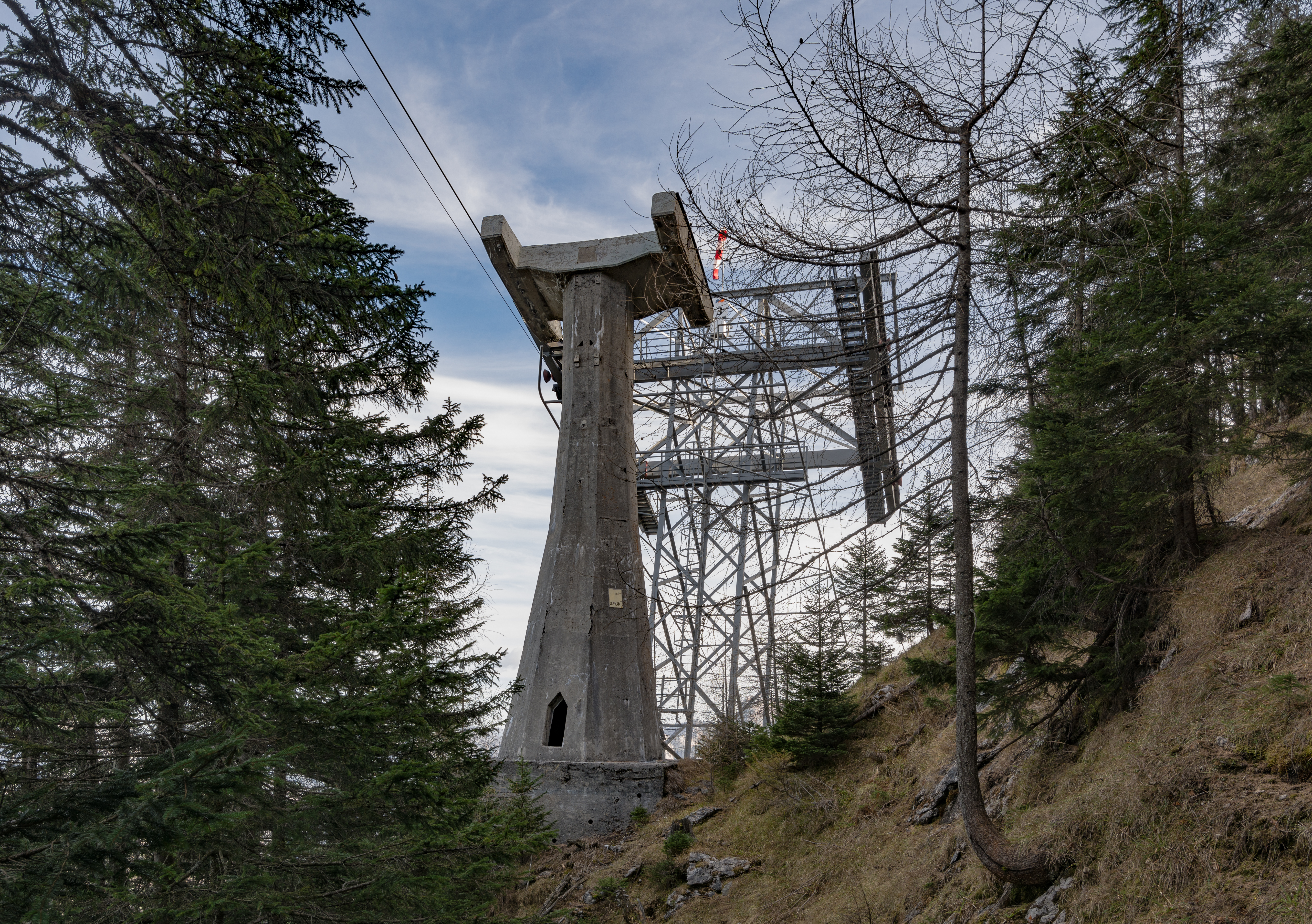
Ancien pylône en béton en Autriche.
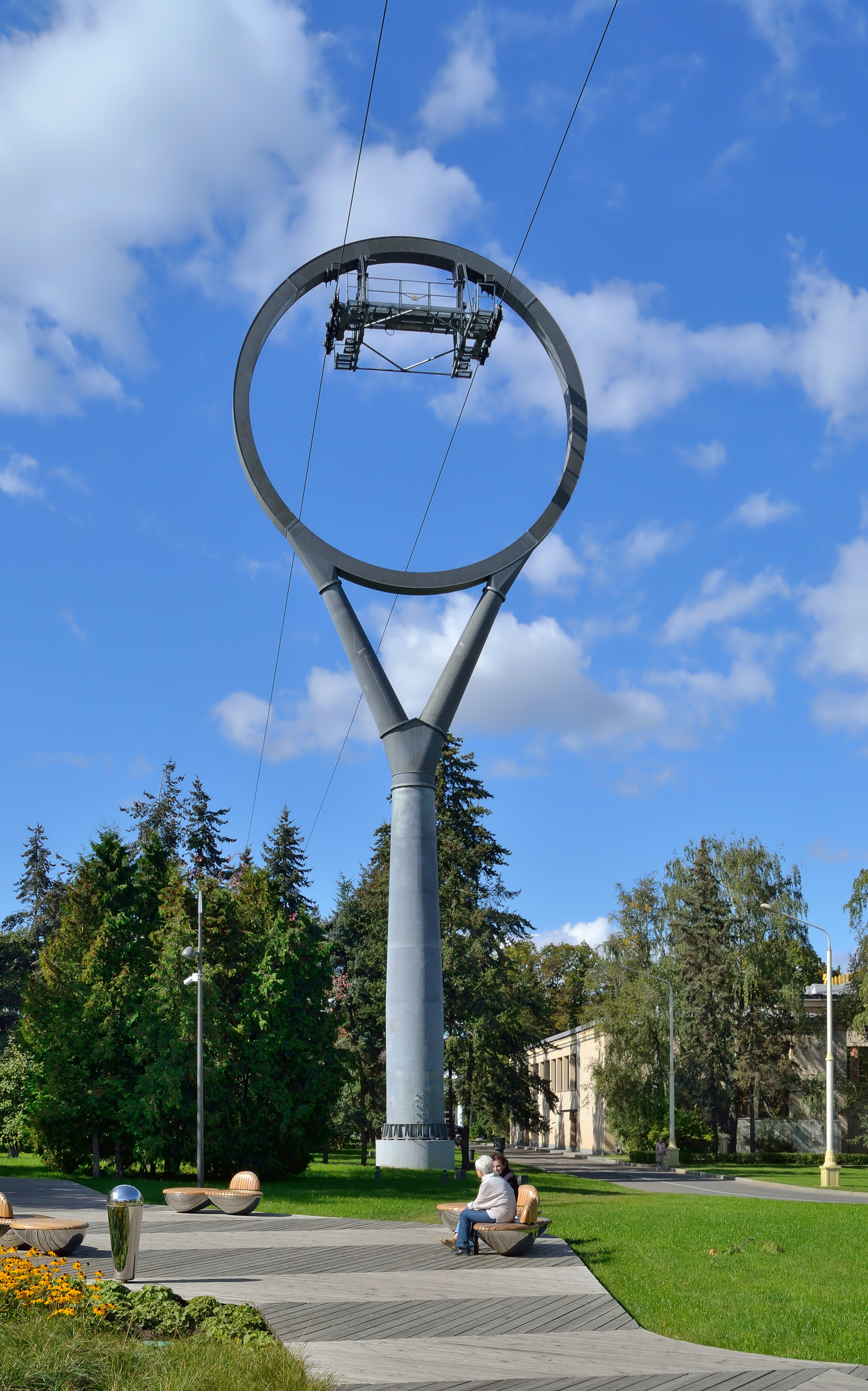
Pylône à structure circulaire à Moscou, en Russie.
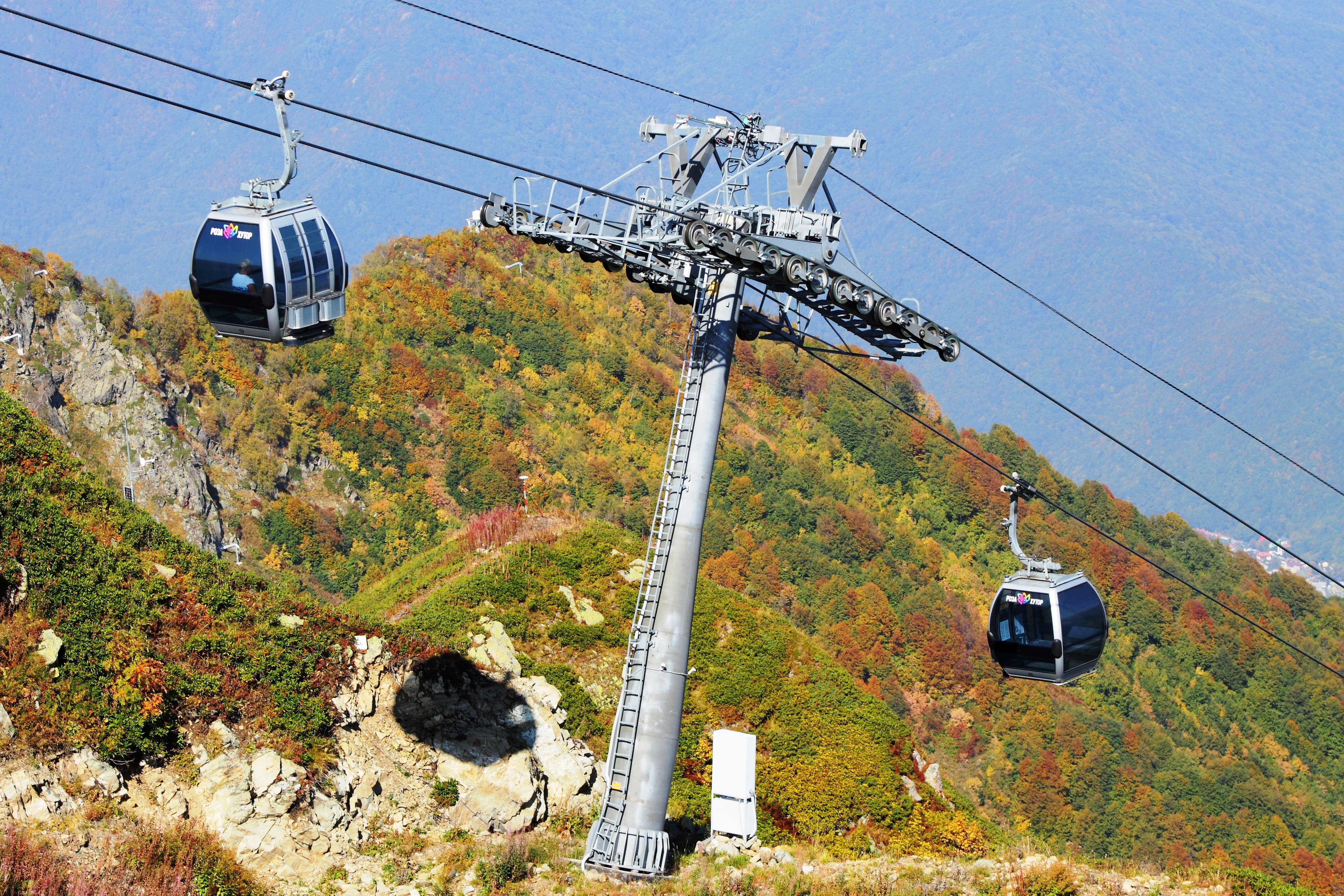
Pylône tubulaire d'une télécabine à Krasnaïa Poliana en Russie.
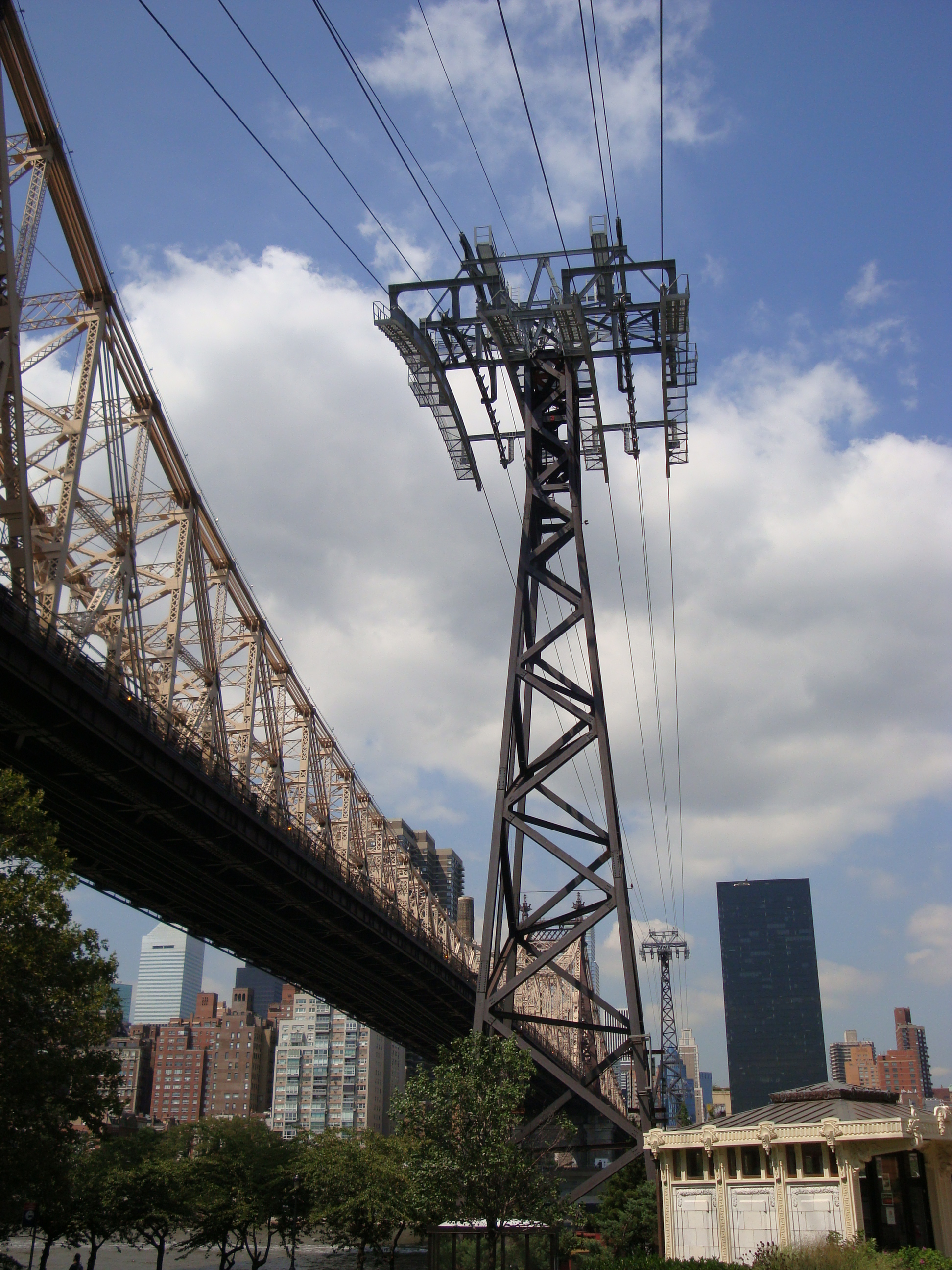
Le Roosevelt Island Tramway à New York aux États-Unis.
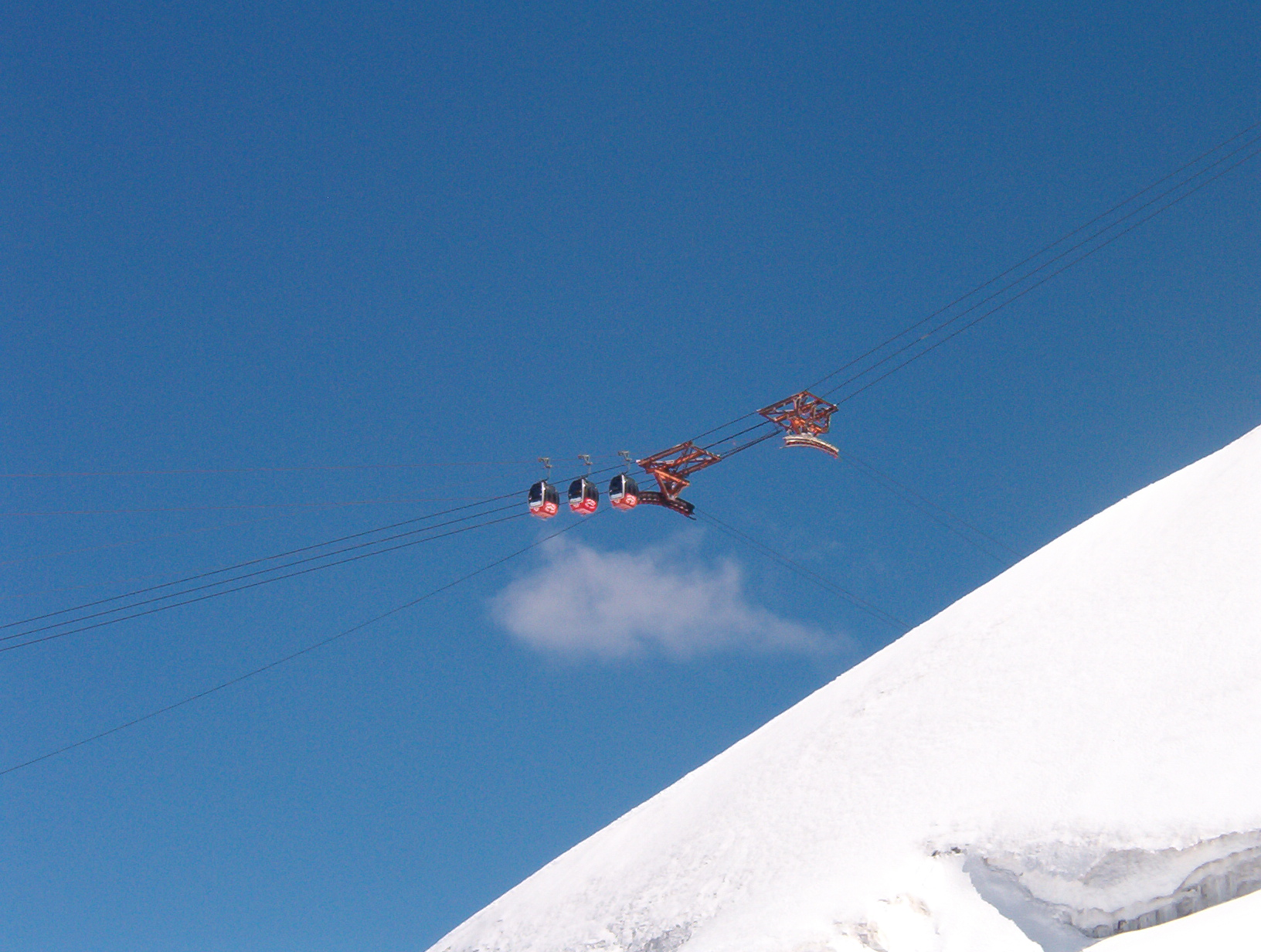
Pylône suspendu et cabines de la télécabine Panoramic Mont-Blanc en France.